# Asienspiele 2010/Drachenboot
Bei den Asienspielen 2010 in Guangzhou fanden vom 18. bis 20. November 2010 im Drachenbootsport sechs Wettbewerbe statt. Austragungsort war der Zengcheng Dragon Boat Lake in Zengcheng.

## Wettbewerbe

### Herren
| Wettbewerb | Gold       | Silber  | Bronze   |
| ---------- | ---------- | ------- | -------- |
| 250 m      | Indonesien | Myanmar | China    |
| 500 m      | Indonesien | Myanmar | China    |
| 1000 m     | Indonesien | Myanmar | Südkorea |

### Damen
| Wettbewerb | Gold  | Silber     | Bronze   |
| ---------- | ----- | ---------- | -------- |
| 250 m      | China | Indonesien | Thailand |
| 500 m      | China | Indonesien | Thailand |
| 1000 m     | China | Indonesien | Thailand |

## Medaillenspiegel
| Platz | Land                | Gold | Silber | Bronze | Gesamt |
| ----- | ------------------- | ---- | ------ | ------ | ------ |
| 1     | Indonesien          | 3    | 3      | −      | 6      |
| 2     | Volksrepublik China | 3    | −      | 2      | 5      |
| 3     | Myanmar             | −    | 3      | -      | 3      |
| 4     | Thailand            | −    | −      | 3      | 3      |
| 5     | Südkorea            | −    | −      | 1      | 1      |
| Total | Total               | 6    | 6      | 6      | 18     |